# ستيفان هوبر (لاعب كرة قدم)
ستيفان هوبر (بالإنجليزية: Stefan Huber)‏ (و. 1966  م) هو لاعب كرة قدم، من سويسرا، ولد في زيورخ، يلعب كحارس مرمى.

## مسيرته الكروية
لعب ستيفان هوبر خلال مسيرته الاحترافية مع 3 أندية في ثمانية عشر موسمًا ولم يسجل خلالها أي هدف ضمن 353 مباراة. حيث فاز في موسم واحد بالكأس وفي موسم واحد بالدوري.
خاض ستيفان هوبر مسيرته مع نادي غراسهوبر زيوريخ في موسم 1984–85 في المرة الأولى ليلعب معه أربعة مواسم ثم في موسم 1999–00 واستمر معه طيلة ثلاثة مواسم، مشاركًا طوالها في 53 مباراة ولم يسجل أي هدف. ثم انتقل إلى نادي لوزان في موسم 1988–89 ليلعب معه خمسة مواسم، حيث شارك في 115 مباراة ولم يسجل أي هدف أيضًا. لينتقل بعدها إلى نادي بازل في موسم 1993–94 ليلعب معه ستة مواسم، مشاركًا في 185 مباراة ولم يسجل أي هدف أيضًا.

## روابط خارجية
- ستيفان هوبر على موقع قاعدة بيانات كرة القدم.إي يو (الإنجليزية)
- ستيفان هوبر على موقع ناشيونال فوتبول تيمز (الإنجليزية)
- ستيفان هوبر على موقع عالم كرة القدم.نت (الإنجليزية)